# Izsáki László
Izsáki László (Tata, 1943. szeptember 14. – Győr, 2008. február 2.) magyar bajnok labdarúgó, hátvéd.

## Pályafutása
1963-ban igazolt a Tatai Építőkből Győrbe. Az 1960-as évek Győri Vasas ETO sikercsapatának a tagja volt. 1963 őszén bajnokságot nyert a csapattal. 1964–65-ben a BEK-ben az elődöntőig jutó csapat tagja. Részese volt a sorozatban háromszor magyar kupagyőzelmet szerző győri gárdának: 1965 és 1967 között. 1966–67-ben a KEK-ben negyeddöntős a csapattal, a bajnokságban harmadik. 1978 januárjában az Öttevény edzője lett.

## Sikerei, díjai
- Magyar bajnokság
  - bajnok: 1963-ősz
  - 3.: 1967
- Magyar Kupa (MNK)
  - győztes: 1965, 1966, 1967
  - döntős: 1964
- Bajnokcsapatok Európa-kupája (BEK)
  - elődöntős: 1964–65
- Kupagyőztesek Európa-kupája (KEK)
  - negyeddöntős: 1966–67

## jegyzetek
1. ↑  Az új bajnokság arcképcsarnoka.  Labdarúgás,  XXII. évf.  8. sz. (1976. augusztus)   17. o.
2. ↑  A kedvezményes labdarúgó átigazolások teljes listája.  Kisalföld,  VIII. évf.  176. sz. (1963. július 29.)   5. o.
3. ↑  Három csapat - három cél.  Kisalföld,  XXXIV. évf.  21. sz. (1978. január 25.)   7. o.